# Harplinge
Harplinge est une localité de Suède située dans la commune de Halmstad du comté de Halland. Elle couvre une superficie de 1,34 km2. En 2010, elle compte 1 450 habitants.